# Rupert Graves
Rupert Graves (Weston-super-Mare, 30 de março de 1963) é um ator britânico. Ele é mais conhecido pelo seus papeis em Maurice, A Room with a View e The Madness of King George. Interpreta desde 2010 o papel de inspetor Lestrade da série de televisão da BBC Sherlock.

## Filmografia

### Cinema
| Ano  | Título                     | Papel                 |
| ---- | -------------------------- | --------------------- |
| 1985 | A Room with a View         | Freddie Honeychurch   |
| 1987 | Maurice                    | Alec Scudder          |
| 1988 | A Handful of Dust          | John Beaver           |
| 1990 | The Plot to Kill Hitler    | Axel von dem Busche   |
| 1990 | The Children               | Gerald Ormerod        |
| 1991 | Where Angels Fear to Tread | Philip Herriton       |
| 1992 | Damage                     | Martyn Fleming        |
| 1992 | The Sheltering Desert      | Hermann Korn          |
| 1994 | The Madness of King George | Robert Fulke Greville |
| 1996 | Different for Girls        | Paul Prentice         |
| 1996 | The Innocent Sleep         | Alan Terry            |
| 1996 | Intimate Relations         | Harold Guppy          |
| 1997 | Bent                       | Officer on train      |
| 1997 | Mrs Dalloway               | Septimus Warren Smith |
| 1998 | The Soldier's Leap         | Christian             |
| 1998 | Sweet Revenge              | Oliver Knightly       |
| 1999 | All My Loved Ones          | Nicholas Winton       |
| 1999 | Dreaming of Joseph Lees    | Joseph Lees           |
| 2000 | Room to Rent               | Mark                  |
| 2002 | Extreme Ops                | Jeffrey               |
| 2005 | Rag Tale                   | Eddy Taylor           |
| 2006 | V for Vendetta             | Dominic               |
| 2007 | Death at a Funeral         | Robert                |
| 2007 | Intervention               | Mark                  |
| 2007 | The Waiting Room           | George                |
| 2010 | Made in Dagenham           | Peter Hopkins         |
| 2012 | Fast Girls                 | David Temple          |
| 2015 | Bone in the Throat         | Rupert                |
| 2016 | Native                     | Cane                  |
| 2016 | Sacrifice                  | Duncan Guthrie        |
| 2020 | Emma.                      | Sr. Weston            |

### Televisão
| Ano       | Título                                        | Papel                                |
| --------- | --------------------------------------------- | ------------------------------------ |
| 1978      | Return of the Saint                           | Prefect                              |
| 1979      | The Famous Five                               | Yan                                  |
| 1981      | Vice Versa                                    | Tipping                              |
| 1982      | All for Love                                  |                                      |
| 1983      | St. Ursula's in Danger                        | Teddy                                |
| 1983      | Good and Bad at Games                         | Guthrie                              |
| 1984      | Puccini                                       | Tonio                                |
| 1987      | Fortunes of War                               | Simon Boulderstone                   |
| 1991      | A Private Affair                              | Milton                               |
| 1992      | Inspector Morse                               | Billy                                |
| 1993      | Screen One                                    | Neil                                 |
| 1994      | Doomsday Gun                                  | Jones                                |
| 1994      | Open Fire                                     | David Martin                         |
| 1995      | Harry                                         | Dominic Collier                      |
| 1996      | 1914-1918                                     |                                      |
| 1996      | The Tenant of Wildfell Hall                   | Arthur Huntingdon                    |
| 1999      | The Blonde Bombshell                          | Dennis Hamilton                      |
| 1999      | Cleopatra                                     | Octavian                             |
| 2000      | Take a Girl Like You                          | Patrick Standish                     |
| 2002      | The Forsyte Saga                              | Young Jolyon Forsyte                 |
| 2003      | The Forsyte Saga: To Let                      | Young Jolyon Forsyte                 |
| 2003      | Charles II: The Power & the Passion           | George Villiers, Duque de Buckingham |
| 2004      | Pride                                         | Linus                                |
| 2005      | Spooks                                        | William Sampson                      |
| 2005      | A Waste of Shame                              | William Shakespeare                  |
| 2006      | Son of the Dragon                             | The Lord of the North                |
| 2007      | To Be First                                   | Dr. Christiaan Barnard               |
| 2007      | Clapham Junction                              | Robin Cape                           |
| 2007      | The Dinner Party                              | Roger                                |
| 2008      | Ashes to Ashes                                | Danny Moore                          |
| 2008      | Waking the Dead                               | Colonel John Garrett                 |
| 2008      | Midnight Man                                  | Daniel Cosgrave                      |
| 2008      | God on Trial                                  | Mordechai                            |
| 2008      | Marple: A Pocket Full of Rye                  | Lance Fortescue                      |
| 2009      | The Good Times Are Killing Me                 | Lexy                                 |
| 2009-2011 | Garrow's Law                                  | Sir Arthur Hill                      |
| 2010      | Wallander                                     | Alfred Harderberg                    |
| 2010      | Lewis                                         | Alec Pickman                         |
| 2010      | Law & Order: UK                               | John Smith                           |
| 2010      | Single Father                                 | Stuart                               |
| 2010      | New Tricks                                    | Adrian Levene                        |
| 2010-2017 | Sherlock                                      | D.I. Lestrade                        |
| 2011      | Case Sensitive                                | Mark Bretherick                      |
| 2011      | Scott & Bailey                                | Nick Savage                          |
| 2011      | Death in Paradise                             | James Lavender                       |
| 2012      | Putin, Russia & The West                      | Narrator                             |
| 2012      | Terror at Sea: The Sinking of the Concordia   | Narrator                             |
| 2012      | The Hunt for bin Laden                        | Narrator                             |
| 2012      | Doctor Who                                    | Riddell                              |
| 2012      | Secret State                                  | Felix Durrell                        |
| 2013      | The White Queen                               | Lord Stanley                         |
| 2014      | Turks & Caicos                                | Stirling Rogers                      |
| 2014      | Salting the Battlefield                       | Stirling Rogers                      |
| 2014      | The Crimson Field                             | Maj. Edward Crecy                    |
| 2014      | Last Tango in Halifax                         | Gary                                 |
| 2015      | Valentine's Kiss                              | Nicholas Whiteley                    |
| 2016      | The Nightmare Worlds of H. G. Wells: The Moth | Hapley                               |
| 2016      | The Family                                    | John Warren                          |

## Teatrografia
| Ano        | Título                                                                 | Papel                     | Teatro                                                      |
| ---------- | ---------------------------------------------------------------------- | ------------------------- | ----------------------------------------------------------- |
| 1983       | The Killing Of Mr. Toad de David Gooderson                             | Alistair Graham, Mr. Toad | The King's Head Theatre, Londres                            |
| 1983, 1984 | Sufficient Carbohydrate de Dennis Potter                               | Clayton Vosper            | Hampstead Theatre e Albery Theatre, Londres                 |
| 1985       | Torch Song Trilogy (Parte 2: 'Fugue in a Nursery') de Harvey Fierstein | Alan                      | Albery Theatre, Londres                                     |
| 1986       | Amadeus de Peter Shaffer                                               | Wolfgang Amadeus Mozart   | Theatr Clwyd                                                |
| 1987       | The Importance Of Being Earnest de Oscar Wilde                         | Algernon Moncrieff        | Crucible Theatre, Sheffield                                 |
| 1986, 1987 | Candida de George Bernard Shaw                                         | Marchbanks                | The King's Head Theatre, Londres                            |
| 1988       | Tis Pity She's a Whore de John Ford                                    | Giovanni                  | Royal National Theatre (Olivier), Londres                   |
| 1989       | The History Of Tom Jones de Henry Fielding, adaptado de Andrew Wickes  | Tom Jones                 | Watford Palace Theatre                                      |
| 1989       | A Madhouse In Goa de Martin Sherman                                    | David, Barnade Grace      | Lyric Theatre (Hammersmith) e Apollo Theatre, Londres       |
| 1991       | The Pitchfork Disney de Philip Ridley                                  | Presley Stray             | Bush Theatre, Londres                                       |
| 1992       | A Midsummer Night's Dream de William Shakespeare                       | Lysander                  | Royal National Theatre (Olivier), Londres                   |
| 1994       | Toyer de Gardner McKay                                                 | Peter Matson              | Redgrave Theatre, Farnham                                   |
| 1995       | Design for Living de Noël Coward                                       | Otto                      | Gielgud Theatre, Londres                                    |
| 1996       | Les Enfants du Paradis de Jacques Prévert, adaptado de Simon Callow    | Baptiste                  | Barbican Centre, Londres                                    |
| 1997, 1998 | Hurlyburly de David Rabe                                               | Eddie                     | Peter Hall Company no Old Vic e Queen's Theatre, Londres    |
| 1998       | The Iceman Cometh de Eugene O'Neill                                    | Don Parrit                | Almeida Theatre, Londres                                    |
| 1999       | Closer de Patrick Marber                                               | Dan                       | Music Box Theater, Broadway                                 |
| 2000, 2001 | The Caretaker de Harold Pinter                                         | Mick                      | Yvonne Arnaud Theatre, Guildford, e Comedy Theatre, Londres |
| 2001       | Speak Truth To Power : Voices From Beyond The Dark de Ariel Dorfman    | Third Voice               | Playhouse Theatre, Londres                                  |
| 2002       | The Elephant Man de Bernard Pomerance                                  | Dr. Frederick Treves      | Royale Theatre, Broadway                                    |
| 2003       | A Woman of No Importance de Oscar Wilde                                | Lord Illingworth          | Theatre Royal Haymarket, Londres                            |
| 2004       | Dumb Show de Joe Penhall                                               | Greg                      | Royal Court Theatre, Londres                                |
| 2006       | The Exonerated de Jessica Blank e Erik Jensen                          | Kerry                     | Riverside Studios, Londres                                  |